# 圣萨蒂南莱萨普特
圣萨蒂南莱萨普特（法語：Saint-Saturnin-lès-Apt，法語發音：[sɛ̃ satyʁnɛ̃ lɛ.z‿apt]，意为“阿普特附近的圣萨蒂南”）是法国普罗旺斯-阿尔卑斯-蓝色海岸大区沃克吕兹省的一个市镇，属于阿普特区。

## 地理
圣萨蒂南莱萨普特（43°56'39"N, 5°23'2"E）面积75.79 平方千米，位于法国普罗旺斯-阿尔卑斯-蓝色海岸大区沃克吕兹省，该省份为法国东南部内陆省份，北起德龙省，西北接阿尔代什省，西接加尔省，南至罗讷河口省，东南角与瓦尔省接壤，东临上普罗旺斯阿尔卑斯省。
与圣萨蒂南莱萨普特接壤的市镇（或旧市镇、城区）包括：索村、阿普特、加尔加斯、茹卡斯、利乌、米尔斯、鲁西永、维拉尔。

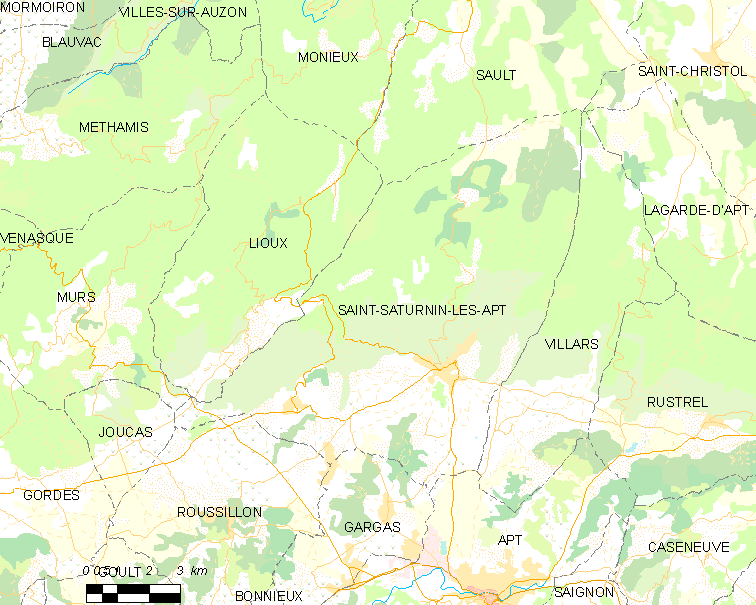
圣萨蒂南莱萨普特的OSM定位图

圣萨蒂南莱萨普特的时区为UTC+01:00、UTC+02:00（夏令时）。

## 行政
圣萨蒂南莱萨普特的邮政编码为84490，INSEE市镇编码为84118。

## 政治
圣萨蒂南莱萨普特所属的省级选区为阿普特县。

## 人口

1962-2008年间圣萨蒂南莱萨普特人口变化图示

圣萨蒂南莱萨普特于2022年1月1日时的人口数量为2986人。